# Stephanasterias albula
Stephanasterias albula is een zeester uit de familie Asteriidae.
De wetenschappelijke naam van de soort werd in 1853 gepubliceerd door William Stimpson.